# 念头遗址
念头遗址，位于中国河北省邯郸市念头村，为邯郸市武安市的一个省级文物保护单位，类型为古遗址，公布时间为1993年7月15日。
念头遗址的历史年代为新石器时代、战国。